# El Balcó del Pirineu
El Balcó del Pirineu – miejscowość w Hiszpanii, w Katalonii, w prowincji Lleida, w comarce Alt Urgell, w gminie Montferrer i Castellbò.
Według danych INE z 2005 roku miejscowość zamieszkiwało 146 osób.